# The American Journal of Psychiatry
L'American Journal of Psychiatry è una rivista medica mensile sottoposta a revisione paritaria, che tratta tutti gli aspetti della psichiatria. È  la rivista ufficiale dell'American Psychiatric Association. Il primo volume è stato pubblicato nel 1844, quando era conosciuto col nome di American Journal of Insanity. Il titolo è cambiato nella forma attuale con il numero di luglio del 1921.
Secondo il Journal Citation Reports, la rivista ha ricevuto un fattore di impatto per il 2020 pari a 18,112.

## Aspetti etici
Diverse fonti hanno accusato, anche dal punto di vista legale, il The American Journal of Psychiatry di essere complice della corruzione dei risultati degli studi clinici da parte dell'industria farmaceutica. In un caso che vedeva il Dipartimento di giustizia statunitense contro la Forest Pharmaceuticals, quest'ultima si è dichiarata colpevole delle accuse di aver etichettato impropriamente il farmaco Celexa (citalopram). La denuncia aveva menzionato un articolo scritto da un ghostwriter nel 2004 e pubblicato su The American Journal of Psychiatry a nome di Wagner et al., articolo che era parte di questa commercializzazione illegale del Celexa per la depressione in età pediatrica.